# Anna von Gundelfingen
Anna von Gundelfingen (* zwischen 1360 und 1365; † 22. Februar 1410) war eine Äbtissin des freiweltlichen Damenstifts Buchau im heutigen Bad Buchau am Federsee.

## Leben
Anna von Gundelfingen stammte von der Burg Hohengundelfingen, Stammsitz der schwäbischen Familie von Gundelfingen. Ihr Vater war Stephan von Gundelfingen. Als Chorfrau von Buchau ist sie für das Jahr 1385 dokumentiert. Die Literatur der Stiftstradition sieht sie als Nachfolgerin der Äbtissin Anna von Rüssegg im Jahre 1402. Eindeutige Urkunden, die Anna als Äbtissin des Damenstiftes belegen, liegen aus den Jahren 1407 und 1408 vor.
Sie starb am 22. Februar 1410.